# Malcolm J. Williamson
Pour l’article homonyme, voir Malcolm Williamson.
Malcolm John Williamson est un mathématicien et un cryptographe britannique né en 1950.
En 1974, il a développé ce qui est maintenant connu comme l'échange de clés Diffie-Hellman. Il travaillait alors au Government Communications Headquarters (Quartier général des communications du gouvernement) du Royaume-Uni (GCHQ) et n'a donc pas pu publier les résultats de ses recherches étant donné que son travail était classé comme confidentiel.
Martin Hellman, qui a développé indépendamment l'échange de clés en 1976, a reçu le crédit pour la découverte jusqu'à ce que la découverte de Williamson soit déclassifiée par le gouvernement britannique en 1997.

## Biographie
Malcolm Williamson a étudié au Manchester Grammar School (un lycée prestigieux pour garçons du Royaume-Uni), remportant le premier prix en 1968 au British Mathematical Olympiad.
Il a également remporté la médaille d'argent aux Olympiades internationales de mathématiques de 1967 à Cetinje en Yougoslavie et la médaille d'or à la même compétition en 1968 à Moscou.
Il a enseigné les mathématiques au Trinity College de Cambridge après y avoir gradué en 1971. Après une année à l'Université de Liverpool, il a rejoint le GCHQ où il a travaillé jusqu'en 1982.
De 1985 à 1989, il a travaillé au Nicolet Instruments à Madison dans le Wisconsin, où il est l'auteur principal de deux brevets reliés à des appareils numériques d'aide auditive,.